# Mauzoleum Qianling

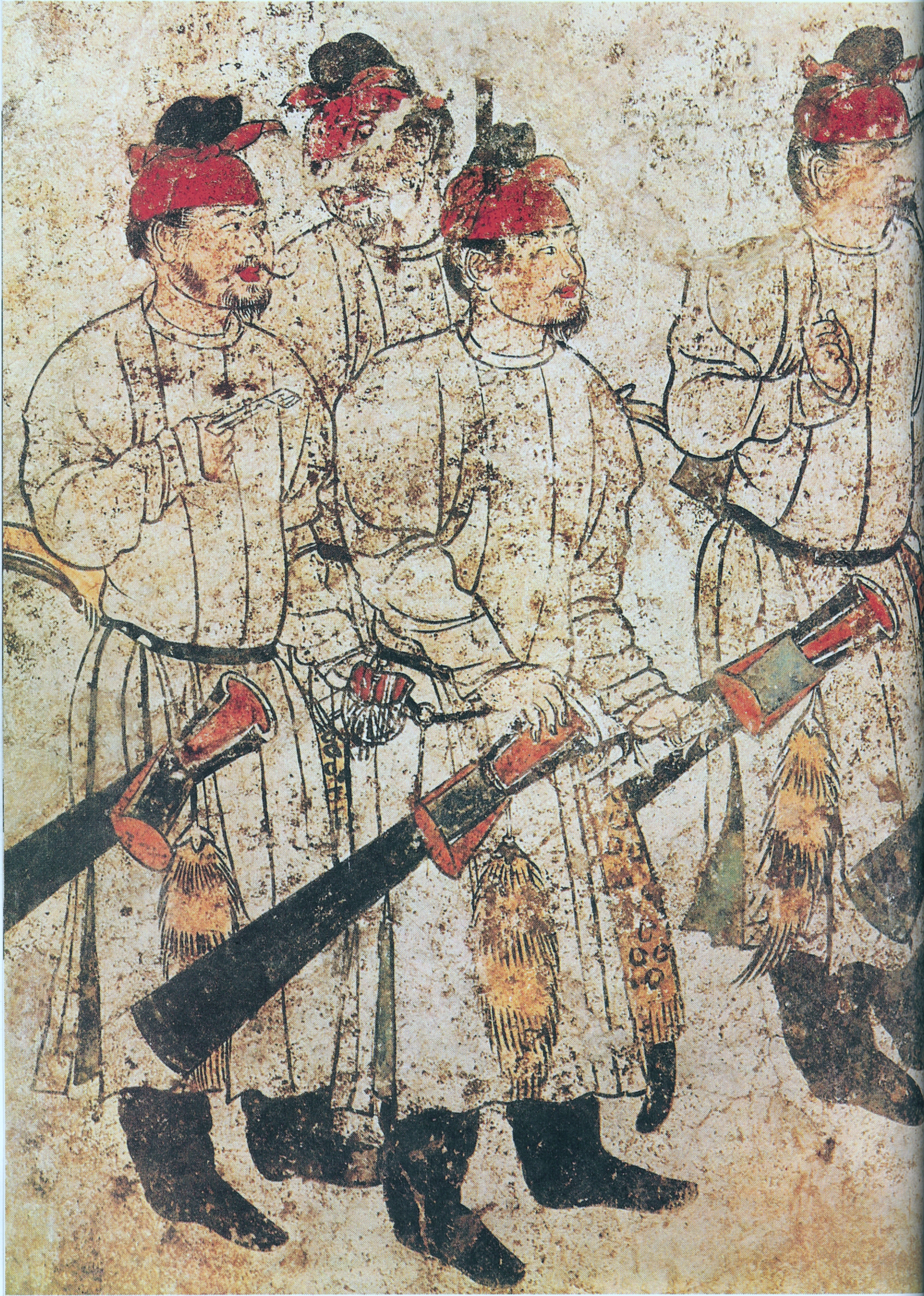
Postacie w orszaku – malowidło naścienne w grobowcu Li Xiana, datowane na 706 rok; każda postać ma około 1,6 m wysokości

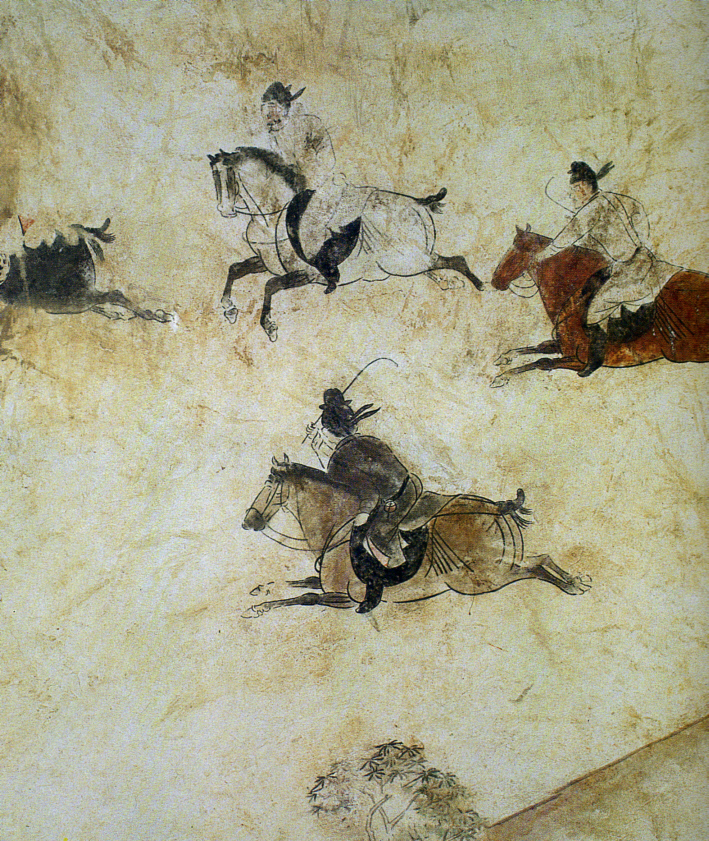
Gracze polo – detal z grobowca Li Xiana

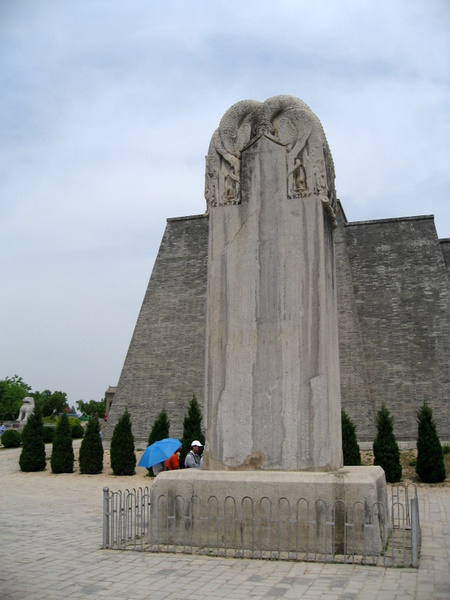
Mająca 6,3 m wysokości "Stela Bez Znaków" zbudowana, aby upamiętnić cesarzową Wu Zetian położona jest na wschód od Bramy Feniksa w Mauzoleum Qianling. W przeciwieństwie do innych tablic z mauzoleum nie wyryto na niej żadnych inskrypcji. Waży 98 ton i zdobią ją rzeźbione smoki i ostrygi.

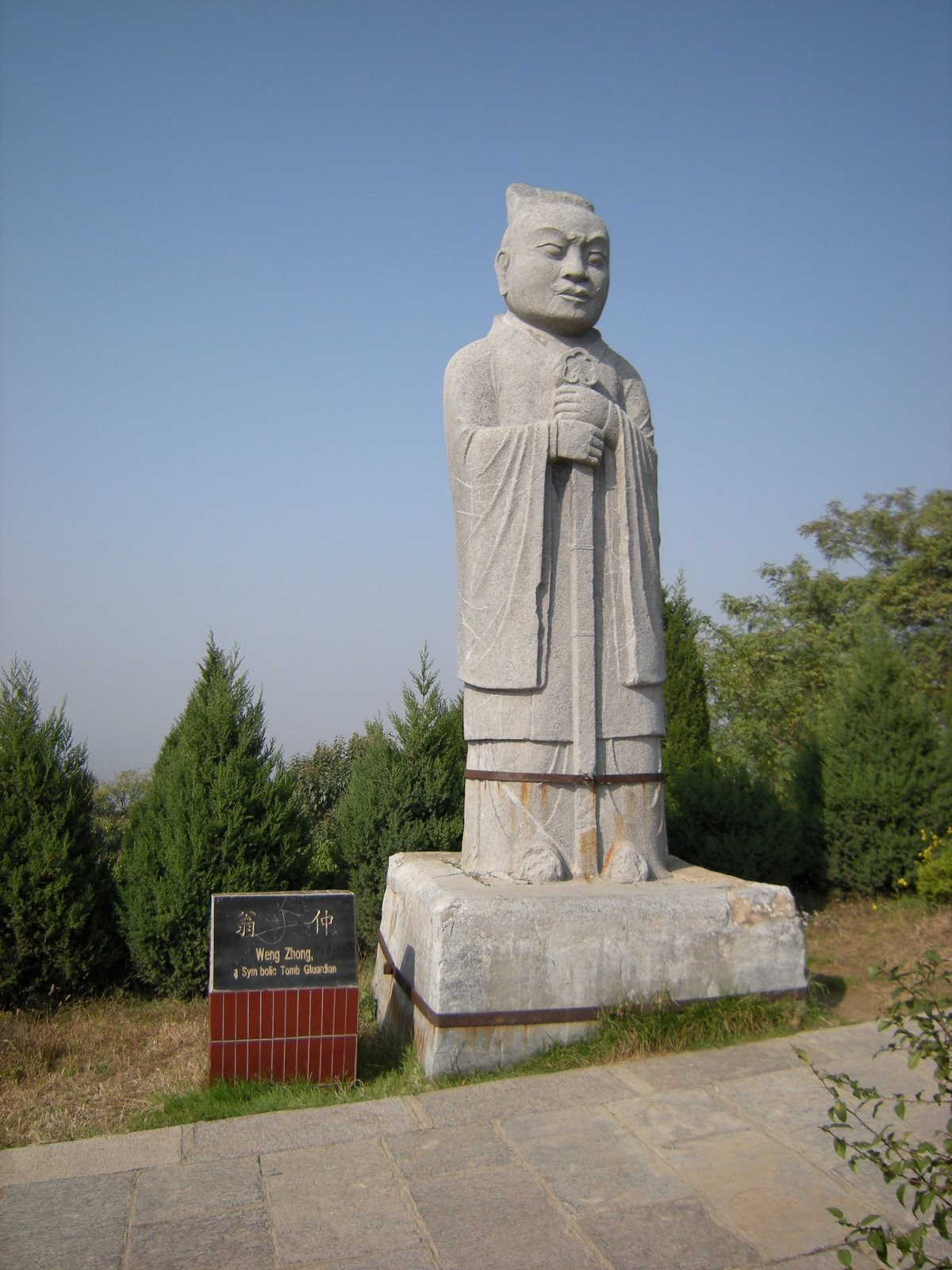
Kamienny posąg strażnika przy drodze duchów

Kamienne rzeźby zagranicznych dyplomatów, obecnie bez głów

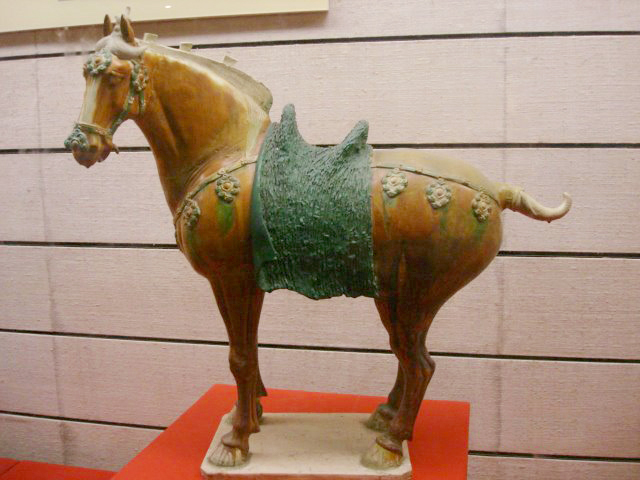
Figurka sancai przedstawiająca konia, odnaleziona w grobowcu Li Chongruna. Obecnie przechowywana jest w Muzeum Historii Shaanxi

Mauzoleum Qianling (chin. upr.: 乾陵; chin. trad.: 乾陵; pinyin: Qiánlíng) – grobowiec dynastii Tang (618–907) położony w prowincji Shaanxi, w Chinach, ok. 85 km na północny zachód od miasta Xi’an, dawnej stolicy dynastii Tang. Mauzoleum słynie z wielu posągów i malowideł zdobiących ściany podziemnych grobowców. 
W budowanych od 684 do 706 roku grobowcach znajdują się szczątki członków cesarskiej rodziny Li. Spoczywa tam cesarz Gaozong (panował w latach 649–683), jak również jego żona, uzurpatorka z dynastii Zhou, pierwsza (i jedyna) kobieta cesarz Chin – Wu Zetian (panowała w latach 690–705). 
Oprócz kurhanu oraz grobowca Gaozonga i Wu Zetian znajduje się tam 17 mniejszych grobowców zwanych peizang mu. Do 2005 roku tylko 5 z peizang mu zostało odkopanych przez archeologów, z czego trzy należą do członków rodziny cesarskiej, jeden do kanclerza Chin, a ostatni do Generała Lewej Straży.

## Historia
Budowa mauzoleum została ukończona w 684 roku, rok po śmierci cesarza Gaozonga. 2 lipca 706 roku w Qianling, we wspólnym grobowcu z Gaozongiem pochowano cesarzową Wu Zetian. Epitafia w grobowcach jej syna Li Xiana (następcy tronu Zhanghuai, 653–684), wnuka Li Chongruna (Księcia Shao, pośmiertnie uhonorowanego tytułem następcy tronu, 682–701) i wnuczki Li Xianhui (Damy Yongtai, pośmiertnie uhonorowanej tytułem Księżnej Yongtai, 684–701) wskazują, iż zostali oni pochowani również w 706 roku, co pozwala historykom na dokładne datowanie wieku grobowców i malowideł znajdujących się w ich wnętrzu. Jest to zgodne z praktyką z okresu dynastii Sui i Tang, kiedy to w grobach członków rodziny cesarskiej i wyższych urzędników dworskich umieszczano epitafia, na których zapisywano imię zmarłej osoby, rangę, datę śmierci oraz datę pogrzebu. 
Według zapisków z Księgi Tang i Nowej Księgi Tang, w 706 roku syn Wu Zetian, cesarz Zhongzong (panował w latach 684, 705–710, ojciec Li Chongruna i Li Xianhui oraz brat Li Xiana) oczyścił z zarzutów ofiary politycznych czystek swojej matki, włączając w to dwóch książąt i księżną wymienionych powyżej, a także zapewnił im honorowy pochówek w mauzoleum. Oprócz grobów członków rodziny cesarskiej, dwa pozostałe peizang mu, które zostały odkopane, należą do Kanclerza Xue Yuanchao (622–683) i Generała Lewej Straży Li Jinxinga. 
Pięć wyżej wymienionych grobowców peizang mu zostało otwartych w latach 60. i wczesnych latach 70. XX w.. W marcu 1995 roku napisano petycję do chińskiego rządu z prośbą o odkopanie grobów Gaozonga i Wu Zetian.

## Położenie
Mauzoleum jest położone na Górze Liang, na północ od rzeki Wei He, na wysokości 1049 m n.p.m.. 
Tereny mauzoleum są otoczone od wschodu przez Dolinę Lamparta i od zachodu przez Kanion Piaskowy. Grobowce leżą pod ziemią, jednak naziemne kopce niektórych mogił wyraźnie wskazują na umiejscowienie poszczególnych grobów. Dwa kopce na południu nazywane są Naitoshan, co tłumaczy się jako "Wzgórza Sutków", ze względu na ich podobieństwo do kształtu sutków. Wzgórza Naitoshan, z wieżami wzniesionymi na każdym z nich, tworzą swojego rodzaju bramę do Mauzoleum Qianling. Główna mogiła mauzoleum znajduje się na północnym szczycie; jest to największy kopiec w mauzoleum, pochowano w nim Gaozonga oraz Wu Zetian. W połowie drogi do szczytu północnego wydrążono tunel w skale o długości 61 m i szerokości 4 m, prowadzący do wewnętrznych komnat grobowych położonych głęboko w środku góry. 
Pierwotnie teren Mauzoleum otoczony był dwoma murami, których pozostałości zostały odkryte w czasach teraźniejszych, włączając w to cztery strażnice z muru wewnętrznego. Mur wewnętrzny miał grubość 2,4 m, jego obwód wynosił 5920 m i odgraniczał trapezoidalny teren o powierzchni ok. 240000 m². Odkryto jedynie niektóre fragmenty narożne muru zewnętrznego. 
W okresie dynastii Tang wokół Qianling znajdowały się domy zamieszkane przez rodziny, które miały w swoim posiadaniu grunty i budynki znajdujące się w obrębie mauzoleum. Odkryto kilka z tych domów oraz fundamenty budynku, w którym przechowywano materiały budowlane, położonego przy południowej bramie muru wewnętrznego.

## Droga duchów
Do mauzoleum, jak ma to miejsce w późniejszych grobowcach cesarzy z dynastii Song i grobowcach dynastii Ming, prowadzi główna droga zwana "drogą duchów". Po obu jej stronach znajdują się kamienne posągi przedstawiające konie, skrzydlate konie, konie z masztalerzami, lwy, strusie, urzędników i zagranicznych posłów. W rzeźbionych reliefach datowanych na około 683 rok, tradycyjne chińskie feniksy są stylizowane na kształt strusi, ze względu na to, iż w 620 roku chan zachodnich Turków podarował kilka strusi dworowi dynastii Tang, a trzydzieści lat później, w roku 650, dwór ponownie otrzymał te zwierzęta w prezencie od Tocharów. 
Historyk Tonia Eckfeld twierdzi, że nacisk artystyczny na egzotyczny hołd, jakim były strusie, jest "znakiem wielkości Chin i chińskiego cesarza, a nie cudzoziemców, którzy je podarowali, bądź też miejsc, skąd one pochodzą". Eckfeld uważa też, że 61 posągów zagranicznych dyplomatów, które powstały około roku 680, ukazuje "daleko sięgającą potęgę i międzynarodową pozycję" dynastii Tang. Owe rzeźby, obecnie pozbawione głów, przedstawiają dyplomatów, którzy faktycznie przybyli wówczas na pogrzeb Gaozonga. 
Historyk Angela Howard zauważa, że posągi wzdłuż reszty ścieżek, prowadzących do pozostałych grobowców – jak np. grobowca Li Xianhui – są skromniejsze, gorszej jakości oraz że ich liczba jest mniejsza, w przeciwieństwie do posągów z drogi głównej, prowadzącej do mogiły Gaozonga i Wu Zetian. 
Przy głównej drodze oprócz rzeźb znajdują się także kamienne, ośmiokątne kolumny, których zadaniem było odpędzanie złych duchów. Mająca 6,3 m wysokości stela poświęcona Gaozongowi, z wyrytymi inskrypcjami upamiętniającymi jego zasługi stoi przy głównej drodze; obok steli Gaozonga znajduje się stela Wu Zetian, nazywana "Stelą Bez Znaków" (无字碑) ze względu na brak inskrypcji. Przy głównym kopcu mauzoleum, w którym spoczywa para cesarska, została wzniesiona dodatkowa stela przez cesarza Qianlonga (panował w latach 1735–1796), za rządów dynastii Qing.

## Grobowce
Komnaty grobowe cesarza Gaozonga i cesarzowej Wu znajdują się głęboko wewnątrz Góry Liang, co było zgodne z trendem zapoczątkowanym przez cesarza Taizonga (panował 626–649), który został pochowany wewnątrz Góry Jiuzong. Spośród 18 cesarzy z dynastii Tang, 14 pogrzebano w mogiłach utworzonych z naturalnych wzniesień. 
Wyłącznie członkowie rodziny cesarskiej mieli prawo do pochówku wewnątrz naturalnych gór; groby urzędników i ważnych osób w państwie znajdowały się w sztucznie usypanych kopcach lub podziemnych komnatach. Dzieci cesarza mogły zostać pochowane w mogiłach w kształcie ściętych kopców, natomiast urzędnicy chowani byli tylko w stożkowatych piramidach. Owe piramidy otaczać mógł jeden mur i dozwolona była tylko jedna, skierowana ku południu brama. Grobowce peizang mu z Qianling mają kształt stożkowych kopców, pod którymi znajdują się podziemne komnaty, do których można dostać się poprzez skośnie opadające pochylnie, do których prowadzą naziemne wejścia. W każdym grobie istnieją pionowe szyby, które pozwalały na opuszczenie darów grobowych do bocznych wnęk przy pochylniach wewnątrz grobowca.
Z głównej sali każdego grobowca wychodzi korytarz, który prowadzi do czworobocznych ceglanych komnat grobowych; komnaty te mają kopulasty strop. W grobowcach widać wpływy architektoniczne z wcześniejszych epok, np. w grobowcu Li Xiana znajdują się kamienne drzwi, co zostało zapoczątkowane w okresie dynastii Han i zachodniej Jin, a rozpowszechniło się w czasie Północnej dynastii Qi (550–577).
W przeciwieństwie do wielu innych grobowców dynastii Tang, grobowiec cesarski nigdy nie został okradziony. Pozostałe grobowce były częściowo grabione przez złodziei, mimo to odkryto w nich dużą liczbę przedmiotów ze złota, miedzi, żelaza, a także ceramicznych figurek, trójkolorowych figurek i wyrobów garncarskich sancai. W sumie podczas wykopalisk archeologicznych, w grobowcach Li Xiana, Li Chongruna oraz Li Xianhui odnaleziono 4300 przedmiotów. Pośród ceramicznych figurek z grobowca Li Chongruna znajdowały się figurki koni z pozłacanymi dekoracjami, wspomagających uzbrojonych chińskich żołnierzy, jeźdźców grających na flecie, dmących w trąby i wymachujących biczami. Ceramiczne rzeźby znalezione w grobie Li Xiana przedstawiały urzędników, żołnierzy i bestie broniące grobowca, z czego wysokość każdej z figur wynosiła ponad jeden metr.

## Malowidła
Wnętrza grobowców Li Xiana, Li Chongruna i Li Xianhui są udekorowane malowidłami naściennymi. Według historyczki Mary H. Fong bardziej prawdopodobne jest, że owe malowidła z podziemnych sal grobowców Li Xiana, Li Chongruna i Li Xianhui są dziełami anonimowych, lecz profesjonalnych dekoratorów, aniżeli sławnych malarzy nadwornych. Chociaż malowidła stanowią przede wszystkim przedmiot sztuki sepulkralnej, Fong twierdzi, że są one także ważnymi źródłami, dotyczącymi malarstwa z okresu dynastii Tang.
Ważną cechą owych malowideł jest to, że przedstawiają elementy architektury, co stanowi ważne źródło dla historyków. Pomimo że obecnie istnieje wiele kamiennych i ceglanych pagód z okresu dynastii Tang, to jeśli chodzi o budowle z drewna z tych czasów, do dziś zachowało się jedynie sześć budynków z VIII i IX wieku. Z pałaców w dawnej stolicy dynastii Tang – Chang’an – które zostały uwiecznione na owych obrazach przetrwały jedynie fundamenty. Uważa się, że niektóre z malowideł przedstawiających drewnianą architekturę w grobowcu Li Chongruna, obrazują Pałac Wschodni – rezydencję następcy tronu w okresie dynastii Tang. Według Fu Xinian nie tylko malowidła z grobowca Li Chongruna są przedstawieniem ówczesnych budynków ze stolicy, ale także "liczba podziemnych komnat, szybów wentylacyjnych czy komór w grobowcu może wskazywać na liczbę dziedzińców, sal, pokojów i korytarzy w rezydencjach, które człowiek pochowany w danym grobowcu zamieszkiwał za życia". Malowidła w podziemnej sali, w grobowcu Li Chongruna przedstawiają bramy que (闕), które są podobne do tych badanych w Chang’an.
Ann Paludan z Uniwersytetu Durham tak opisuje niektóre z malowideł w swojej książce Chronicle of the Chinese Emperors (1998):

## Galeria

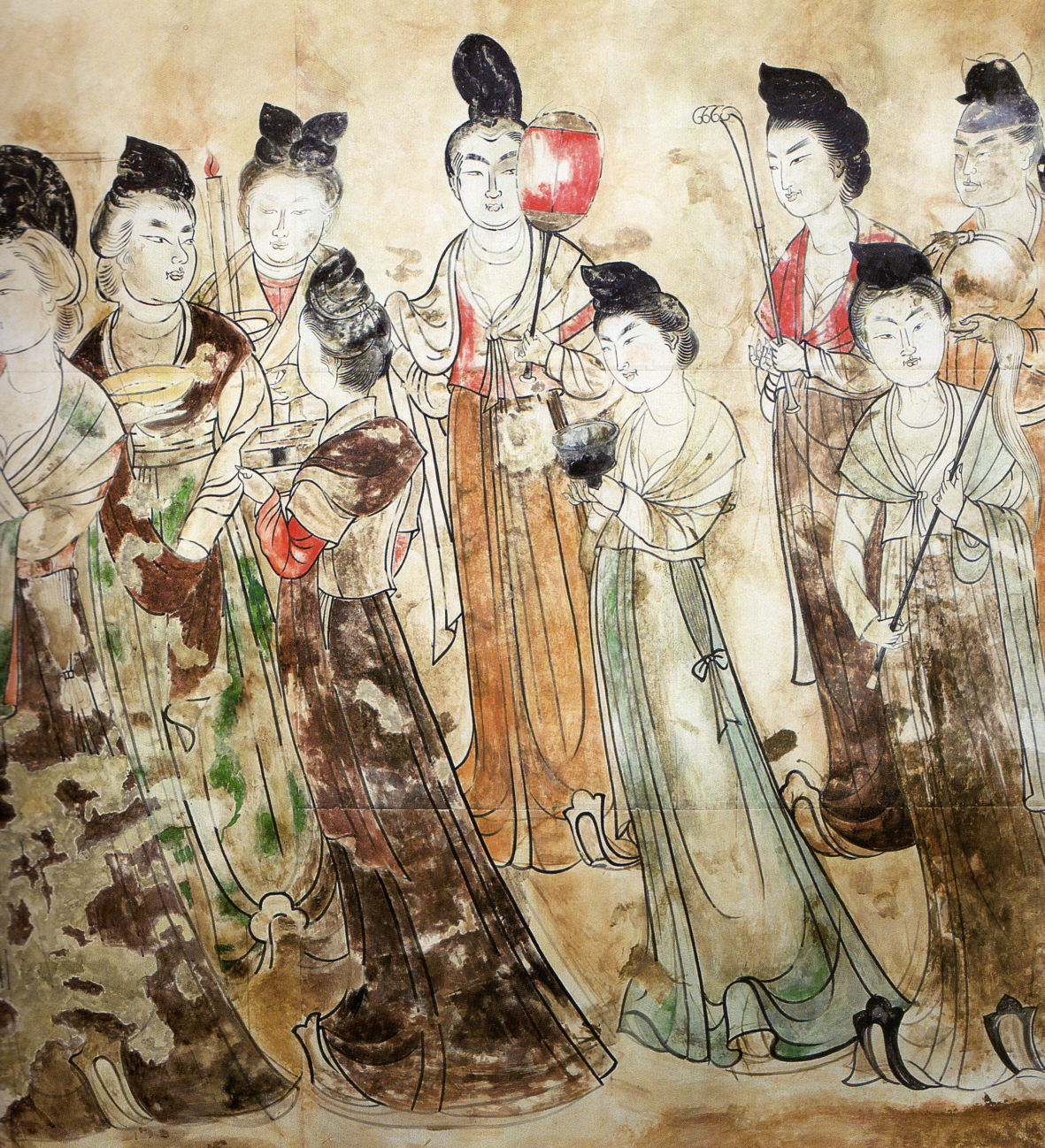
Damy dworu Tang z malowidła naściennego w grobowcu Li Xianhui. Obecne malowidła w grobowcu Li Xianhui są replikami, oryginalne są przechowywane w Muzeum Historii Shaanxi
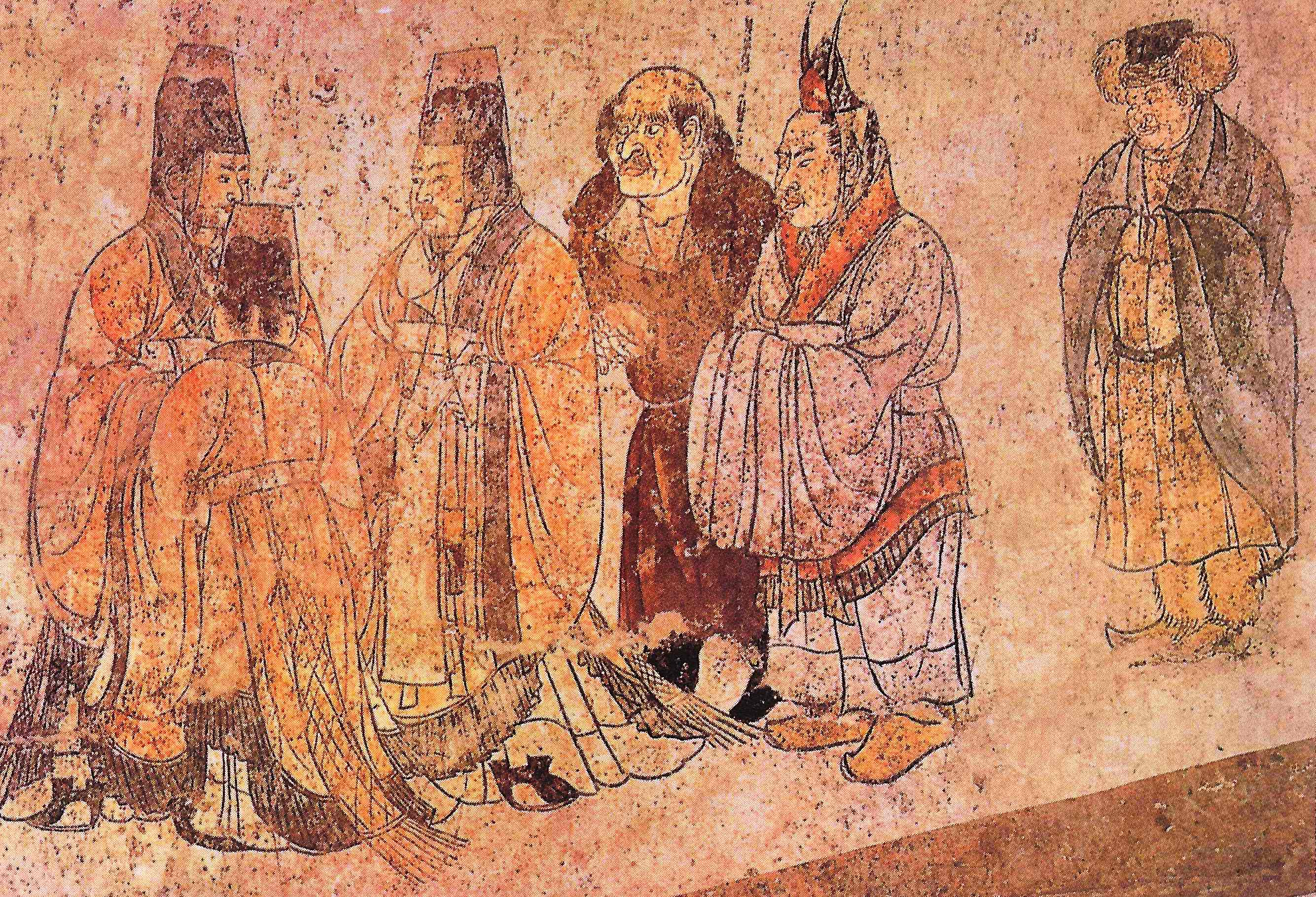
"Malowidło przedstawia przyjęcie zagranicznych dyplomatów na dworze cesarskim. Dwie elegancko odziane postacie z prawej strony pochodzą z Korei, postać z dużym nosem, znajdująca się w centrum, to poseł z zachodu. Malowidło z grobowca Li Xiana, Qianling, Shaanxi, 706 rok"[31].
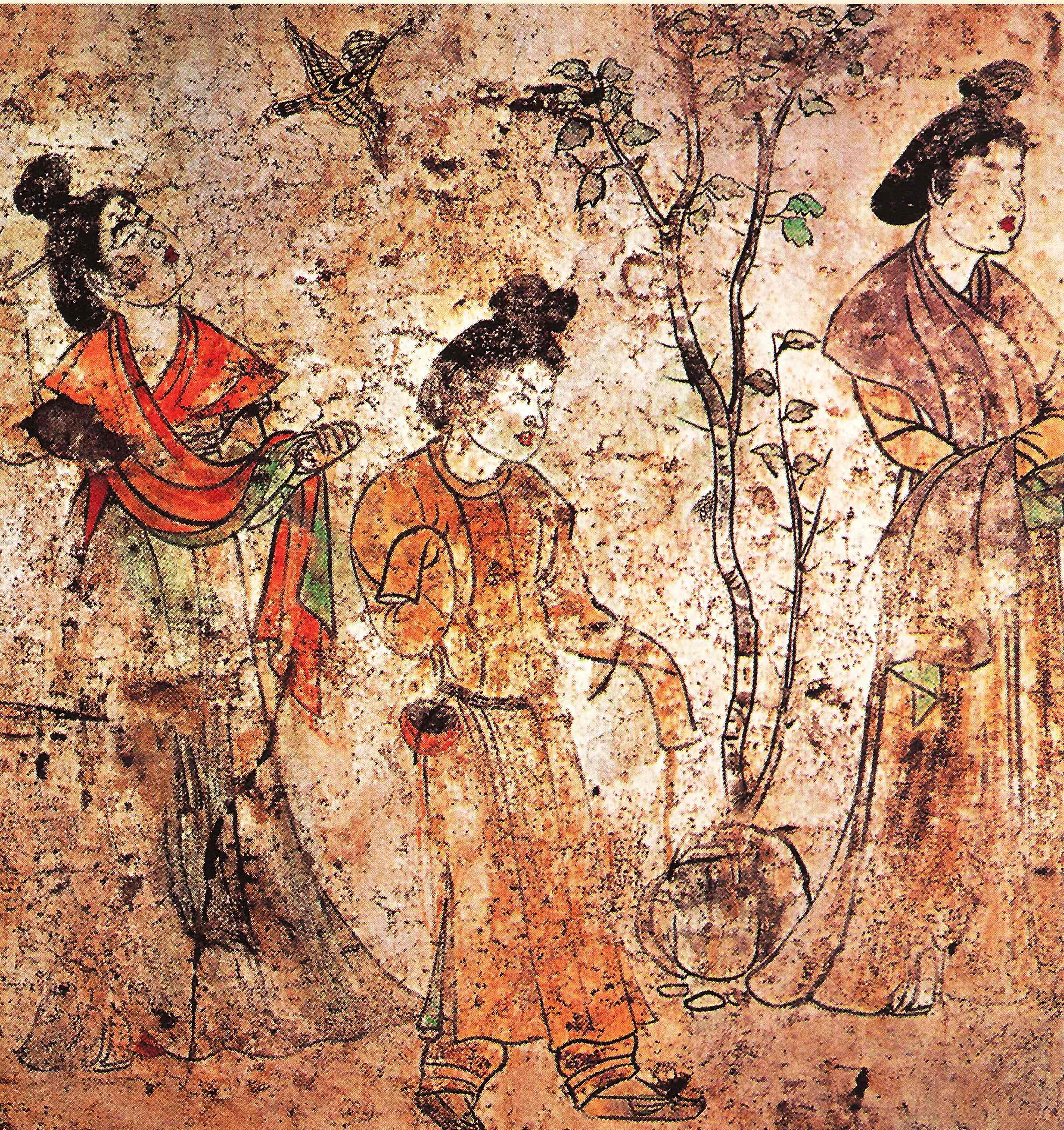
"Grupa dam dworskich w ogrodach podczas lotu dudka. Malowidło z grobowca Li Xiana, Qianling, Shaanxi, 706 rok"[32].
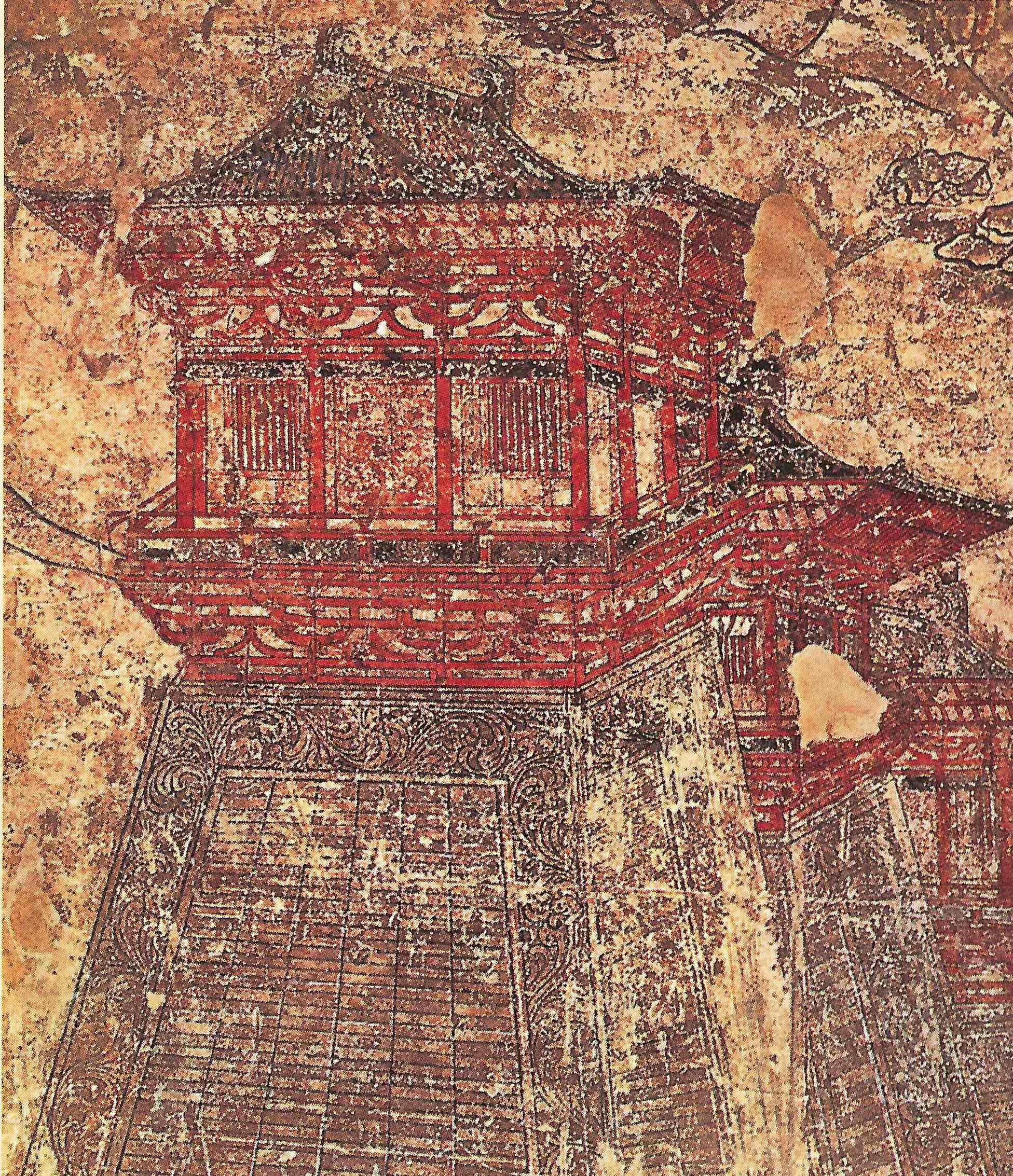
"Malowidła z początku VIII w. w grobowcu Księcia Yide dają wyobrażenie o wspaniałości murów miejskich Chang’an, bram i wież narożnych"[33].
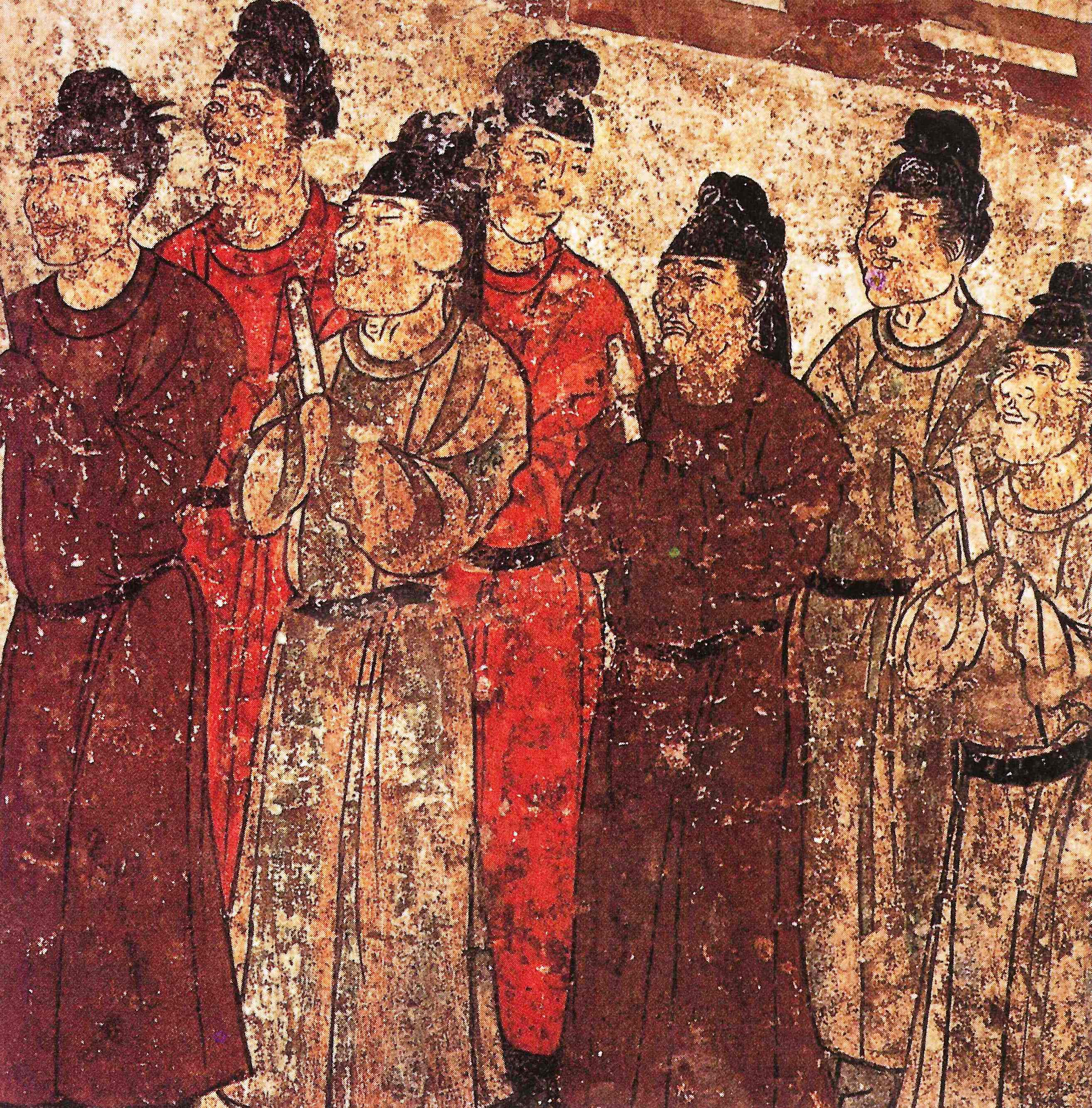
"Grupa eunuchów. Malowidło z grobowca Li Xiana, Qianling, Shaanxi, 706 rok"[34].

### Opracowania
- Dillon M., China: A Historical and Cultural Dictionary, Surrey: Curzon Press 1998, ISBN 0-7007-0439-6.
- Eckfeld T., Imperial Tombs in Tang China, 618–907: The Politics of Paradise, Nowy Jork: Routledge 2005, ISBN 0-415-30220-X.
- Fong M. H., Tang Tomb Murals Reviewed in the Light of Tang Texts on Painting [w]: Artibus Asiae, vol. 45, nr 1, 1984.
- Fong M. H., Antecedents of Sui-Tang Burial Practices in Shaanxi [w]: Artibus Asiae, vol. 51, nr 3/4, 1991.
- Fu X., The Sui, Tang, and Five Dynasties [w]: N. Steinhardt (pod red.), Chinese Architecture, New Haven: Yale University Press 2002, ISBN 0-300-09559-7.
- Guo Q., Tomb Architecture of Dynastic China: Old and New Questions [w]: Architectural History, vol. 47, 2004.
- Howard A. F., Chinese Sculpture, New Haven: Yale University and Foreign Languages Press 2006, ISBN 0-300-10065-5.
- Jay J. W., Imagining Matriarchy: "Kingdoms of Women" in Tang China [w]: Journal of the American Oriental Society, vol. 116, nr 2, 1996.
- Paludan A., Chronicle of the Chinese Emperors: the Reign-by-Reign Record of the Rulers of Imperial China. Londyn: Thames & Hudson Ltd, 1998, ISBN 0-500-05090-2.
- Turner J., The Dictionary of Art. New York: The Grove Press 1996, ISBN 1-884446-00-0
- Steinhardt N. S., Chinese Imperial City Planning. Honolulu: University of Hawaii Press, 1990, ISBN 0-8248-2196-3.
- Steinhardt N. S., Liao Architecture. Honolulu: University of Hawaii Press 1997, ISBN 0-8248-1719-2.
- Steinhardt N. S., The Tang Architectural Icon and the Politics of Chinese Architectural History [w]: The Art Bulletin, vol. 86, nr 2, 2004.
- Valder P., Gardens in China, Portland: The Timber Press, Inc. 2002, ISBN 0-88192-555-1.

### Opracowania online
- China Internet Information Center, Qianling Mausoleum of the Tang Dynasty (ang), [dostęp 2010-02-08].
- TravelChinaGuide.com, Tomb of Prince Yide (ang.), [dostęp 2010-02-08].